# Barbara Kolm

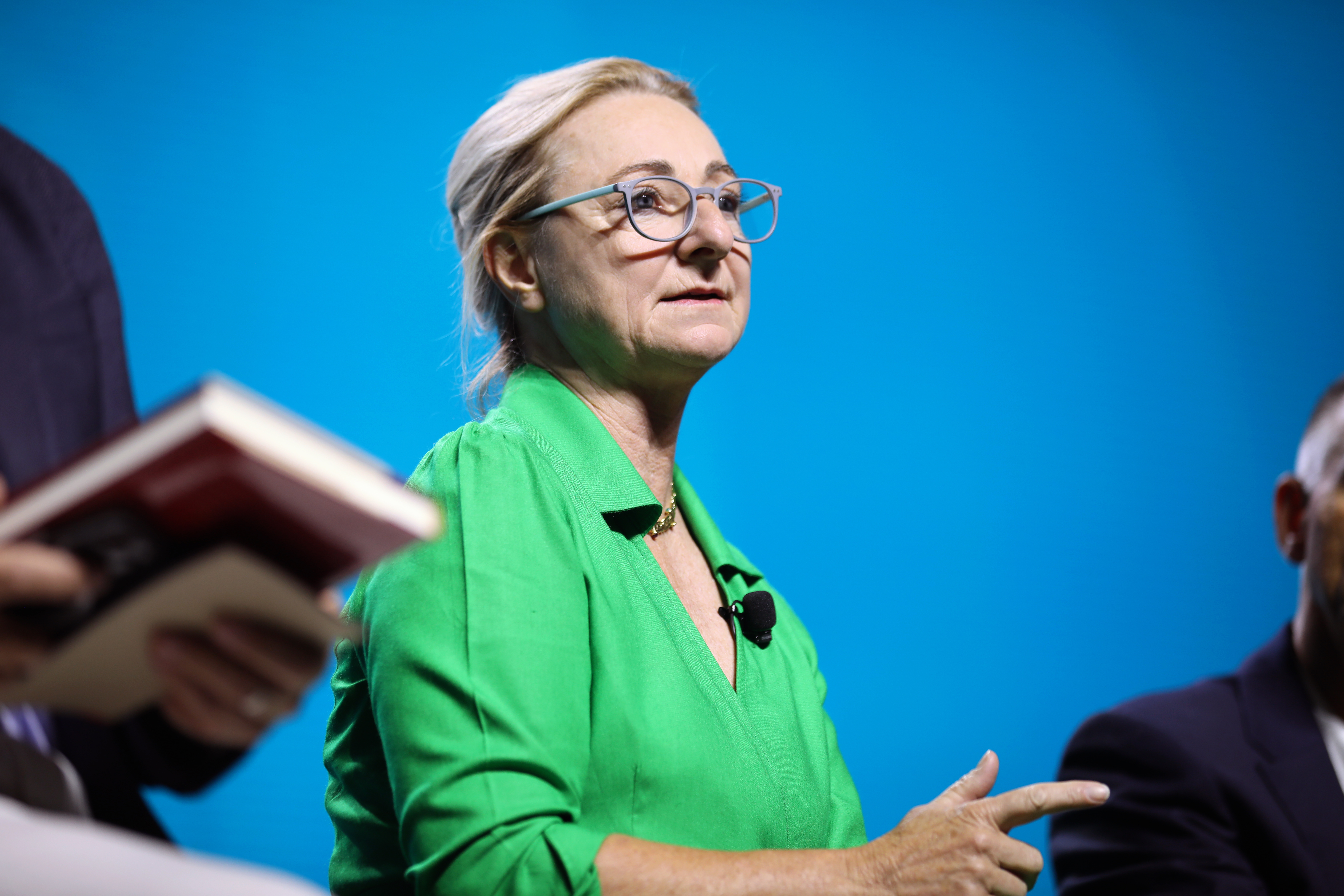
Barbara Kolm

Barbara Kolm (* 28. November 1964 als Barbara Schier in Innsbruck) ist eine österreichische Wirtschaftswissenschaftlerin und Politikerin (FPÖ). Sie ist Leiterin des Friedrich A. v. Hayek Instituts und Mitglied weiterer wirtschaftsliberaler Organisationen, ehemaliges Mitglied des Aufsichtsrates der ÖBB-Holding AG (Februar 2018 bis Mai 2020) und des Universitätsrates der Wirtschaftsuniversität Wien (März 2018 bis Februar 2023) und ehemalige Vizepräsidentin des Generalrats der Oesterreichischen Nationalbank (September 2018 bis August 2023).

## Leben
Kolm leitet seit 2000 das Friedrich A. v. Hayek Institut, das sich in der Tradition der wirtschaftsliberalen Österreichischen Schule der Nationalökonomie sieht. Auch als Vorstandsmitglied des Austrian Economics Centers, Mitglied der Mont Pèlerin Society und Präsidentin des European Centers for Economic Growth widmet sie sich der Förderung eines freien Marktes und von Deregulierung. Daneben ist sie Associate Professor für die Österreichische Schule der Nationalökonomie an der Privatuniversität von Donja Gorica nahe Podgorica in Montenegro.
Von 1994 bis 2000 sowie 2003 bis 2006 war Kolm für die FPÖ im Innsbrucker Gemeinderat, wo sie unter anderem den Kontrollausschuss leitete. Im Jahr 2011 wurde sie von der FPÖ als Expertin in den Budgetausschuss des Parlaments eingeladen. Im Juni 2016 nominierte die FPÖ Kolm für die Position des Präsidenten des Rechnungshofes, sie wurde aber vom Nationalrat nicht gewählt.
Nach Amtsantritt der Bundesregierung Kurz I, einer ÖVP-FPÖ-Koalition, an deren Entstehen sie als Teil des Verhandlungsteams auf Seiten der FPÖ beteiligt war, wurde sie bei der Neubesetzung des Aufsichtsrates der ÖBB-Holding AG im Februar 2018 Mitglied dieses Gremiums, wurde aber Ende Mai 2020 nicht mehr wiederbestellt. In der Funktionsperiode 2018 bis 2023 war sie, von der Regierung entsandt, Mitglied des Universitätsrates der Wirtschaftsuniversität Wien. Am 22. August 2018 wurde sie vom Ministerrat der Bundesregierung als Vizepräsidentin des neu zu besetzenden Generalrats der Oesterreichischen Nationalbank designiert.
Kolm war im März 2018 von der FPÖ nominierte Expertin im Gesundheitsausschuss des Parlaments. Sie sprach sich für die Aufhebung des Rauchverbots in der Gastronomie aus. Das von Barbara Kolm geführte Austrian Economics Center erhielt mehrere Spenden aus der Tabakindustrie. Auf Anfrage des Nachrichtenmagazins Profil bestätigten Japan Tobacco International und British American Tobacco jeweils eine Spende im Jahr 2018.
Kolm war einige Jahre als Unternehmensberaterin tätig und für diese Branche auch als Interessensvertreterin im Fachverband UBIT der Wirtschaftskammer Österreich.
Für die Nationalratswahl 2024 wurde sie auf Platz sechs der FPÖ-Bundesliste gereiht.
Laut Kolm sei der Klimawandel „Panikmache“.

## Politische Standpunkte
Gemeinsam mit Manfred Haimbuchner präsentierte Kolm im November 2024 die wirtschaftspolitischen Standpunkte der (oberösterreichischen) FPÖ. Neben Klimamaßnahmen übten die beiden auch Kritik an ihrer Meinung nach zu hohen Staatsausgaben und Ausgaben im öffentlichen Sektor sowie an Teilzeitbeschäftigung. Die Lohnnebenkosten und Körperschaftssteuer seien zu senken. Unternehmen würden laut Kolm „mehr Gewinne“ brauchen, „die sie dann in den Standort investieren können.“ Die Bundesländer seien im Rahmen des Föderalismus mit mehr Kompetenzen auszustatten.

## Publikationen
- (Hrsg.): Dictionary of Economic Terms: Von A posteriori bis zweckgebundene Steuer. deutsch-englisch, englisch-deutsch, Echomedia Buchverlag, Wien 2010, ISBN 978-3-902672-32-2.
- (Hrsg.): Grüne Marktwirtschaft: Wie Unternehmertum die Umwelt schützt und unseren Planeten rettet. deutsch, Hayek Institut (Hrsg. Barbara Kolm, Lorenz Wied-Baumgartner), Wien 2024, ISBN 978-3-902466-28-0